# Římskokatolická farnost Doubrava
Římskokatolická farnost Doubrava je farnost římskokatolické církve v děkanátu Karviná ostravsko-opavské diecéze. Farním kostelem je kostel svaté Hedviky Slezské v Doubravě. Nedělní bohoslužba ve farním kostele je v 8:00 hod.

## Historie
Farnost Doubrava byla do roku 1898 filiální farností podřízená farnosti v Orlové. Na žádost farníků vzniká římskokatolická farnost v roce 1898 a byla podřízená fryštátskému děkanátu, který vznikl v roce 1654.
Po první světové válce Doubrava zůstala na území Československa, ale nadále podléhala vratislavské arcidiecézi, pod zvláštním úřadem, který byl pro tento účel zřízen, Knížebiskupský komisariát niský a těšínský. V době okupace Polskem (1938) byla farnost zařazena pod diecézi katovickou a 1. ledna 1940 zpět pod diecézi vratislavskou. V roce 1947 byla vytvořena apoštolská administratura v Českém Těšíně podřízená přímo Svatému stolci. V roce 1978 byla oblast administratury podřízená olomoucké arcidiecézi. V roce 1996 byla zařazena po novou diecézi ostravsko-opavskou.

## Seznam duchovních správců
- hned po ukončení stavby kostela v roce 1898 byl krátce ustanoven jeho administrátorem P. Johanna Nepomuk Skulina
- 24. listopadu 1898 se stal P. Josef Lomosik (* 29. 10. 1867 v Cieszynie, ord. 06. 07. 1891 v Olomouci, + 04. 04. 1937 v Ustrońiu) prvním farářem doubravským
- 1906 P. Engelbert Chrobok
- 1. srpna 1920 P. Vladimír Smyczek - administrátor
- 1. října 1923 P. Karel Bialek
- 1. dubna 1932 P. František Kaniok, který rezignuje v roce 1938 po záboru Doubravy polským vojskem
- 1938 P. František Tomanek, který musel opustit farnost v roce 1939 po zabrání Doubravy německým vojskem
- 1939 P. Alois Ptoszek
- 1. září 1941 P. Josef Hanus
- 1944 Msgre Miloslav Klisz - administrátor
- 1. října 1950 P. Adolf Król
- 1. listopadu 1959 P. Jozef Olszak
- 1977 P. Ernest Dostál
- 1996 P. Miroslav Ševiola
- 1997 P. Petr Černota - exc. adm. z Karviné - Fryštátu
- 1998 P. Tadeusz Budacz
- 1999 - 2005 se vystřídali mnozí faráři a kaplani (kaplan P. Roland Soloch, kaplan P. Jan Czudek, kaplan P. Roman Czudek, kaplan P. Adam Kasperek, farář P. Mgr. Pavel Cieslar, farář P. Karel Houdek, kaplan P. Stanislav Jochymek, kaplan P Darius Sputo, farář P. Martin Pastrňák, O. Cr Bruno Branný trvalý jáhen, kaplan P. Roland Munowski-Slonka, kaplan P. Jan Suchý)
- ... P. Mgr. Tomasz Stachniak - exc. adm. z Dětmarovic
- 1. září 2014 - 27. října 2019 PeaDr. Marcel Puvák - exc. adm. z Dětmarovic
- od 29. října 2019 do 30.11.2019 P. ThLic. Mgr. Przemysław A. Traczyk - exc. adm. z Karviné
- od 1. prosince 2019 P. Mgr. Martin Pastrňák, O.Cr.